# SBK X
SBK X è un videogioco motociclistico sviluppato da Milestone e pubblicato da Black Bean Games, distribuito a partire dal 21 maggio 2010 in  Europa.
Il gioco è disponibile per PlayStation 3, Xbox 360 e PC.

## Caratteristiche e modalità
Modalità Arcade: modalità creata per giocatori principianti e inesperti.
Modalità Simulazione: è la modalità creata per i veri appassionati delle due ruote, approfondendo ulteriormente i suoi aspetti volti al realismo.
Licenze: sono presenti le licenze di tre differenti categorie (Superstock, WSS, SBK).
Modalità Carriera: inizia da zero una tua carriera personale e scala tutte le categorie del Mondiale Superbike, valutando offerte e ottenendo avanzamenti o licenziamenti.
Modalità Storia: fa parte della modalità Arcade e ti permette di vivere la cavalcata al campionato del Mondo Superbike attraverso una serie di missioni da completare a vari livelli di difficoltà.
Customizzazione:  puoi anche creare il tuo pilota e personalizzalo (casco, nome, soprannome, statura), per poi correrci nelle varie modalità che offre il gioco.
Evolving Track: è un innovativo sistema che modifica le condizioni della pista in base al passaggio delle moto; questo significa che a pista asciutta si vedranno i segni di frenata, accelerazione e anche derapata, mentre in caso di pista bagnata si asciuga lungo la traiettoria ideale.
Multiplayer fino a 16 giocatori: la modalità online offre la possibilità di gareggiare con altri 15 avversari in entrambe le modalità di gioco (Arcade e Simulazione).

## Patch
L'unica patch disponibile per il gioco è Legendary Roster, tutti i fan delle moto possono correre nei panni dei piloti più rappresentativi della Superbike come King Carl, Troy Bayliss o il più recente Ben Spies.

## Commento
Il commento non è disponibile: durante tutta la gara si alternerà una colonna sonora di genere Rock.

## Accoglienza
La rivista Play Generation lo classificò come il sesto migliore titolo di guida del 2010.